# Berchilde
Bertilde, également orthographiée Berthilde, Berchilde ou Bertechilde (en latin : Berthildis, Berchildis, Bertechildis), est une reine des Francs du VIIe siècle. La Chronique de Frédégaire la présente comme une des trois épouses du roi Dagobert Ier. 

## Biographie
On ne sait rien d'elle, étant seulement citée par la Chronique de Frédégaire : ,.
Son nom figure dans une bague en or du VIIe siècle. Utilisée en tant que sceau privée, elle montre l'inscription BERTILDIS autour d'un monogramme, interprété comme signifiant « regina » (« reine » en latin). Découverte à Laon, elle atteste de l'existence d'une reine franque à cette époque. Léon Renier estime son importance « en premier lieu, parce qu'elle fournit la forme orthographique adoptée par cette princesse elle-même, en second lieu, parce que le titre inscrit en monogramme sur la bague prouve que le chroniqueur a eu raison de ranger Berthilde parmi celles des épouses de Dagobert qui ont été reconnues comme reines, soit par les grands, soit même par les gens d'église, comme donne lieu de le penser l'incise ad instar Salomonis, destinée à servir d'excuse biblique, ou au moins d'exemple atténuant à la polygamie royale ».